# Berlar
Berlar ist ein Ortsteil der Gemeinde Bestwig. Im Januar 2020 hatte Berlar 134 Einwohner. Der Ort liegt auf 520 m über N.N.

## Geschichte

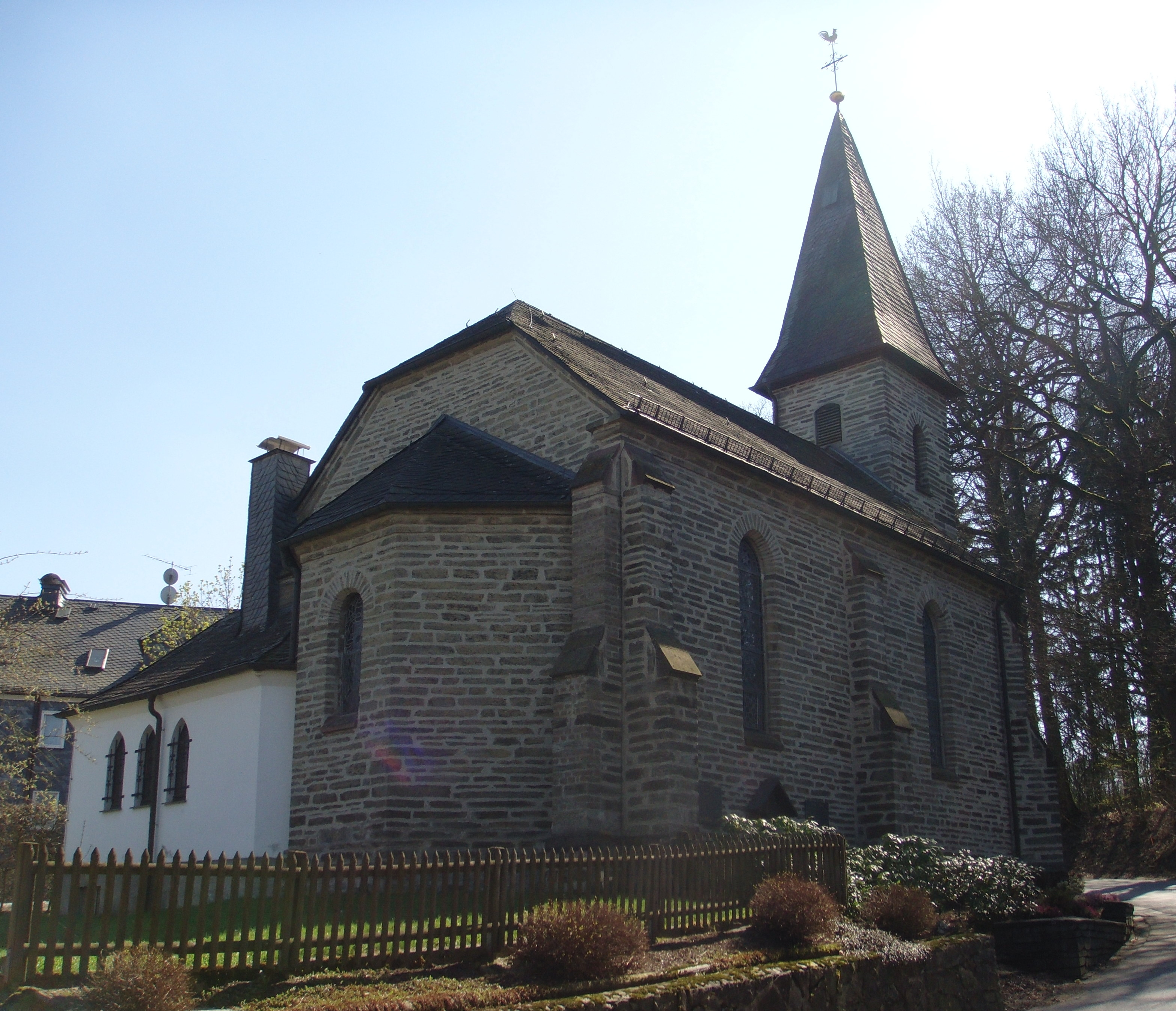
Kapelle St. Peter und Paul

Folgt man Johann Suibert Seibertz, wurde Berlar als Berklare bereits 1062 erstmals urkundlich erwähnt. Vermutlich im 12. und 13. Jahrhundert wurde das Gebiet für den Ackerbau gerodet. In Berlar gab es ein Rittergut, zunächst im Besitz einer Familie de Berklare. Später war es im Besitz der Familie von Plettenberg zu Borg. Seit 1773 war das Rittergut der Meierhof Kreutzmann. 
Unbekannt ist, wann die erste Kapelle erbaut wurde. Sie bestand nachweislich bereits 1697 und wurde 1883 abgerissen. Der 1697 verstorbene Dietrich von Plettenberg wurde bei der Kapelle in Berlar begraben; das Grab wurde 1884 bei Aufräumarbeiten auf dem Platz der abgebrochenen Kapelle gefunden. Aus Spendengeldern wurde nach Plänen von Josef Kathol, der aus Berlar stammte und der als Regierungsbaumeister in Metz und Dortmund tätig war, eine neue Kapelle erbaut. Die Kapelle gehörte bis 1862 zur Pfarrgemeinde St. Andreas in Velmede, danach zur Pfarrei St. Margaretha in Ramsbeck. 
Nach Auseinandersetzungen mit der Obrigkeit wurde erst 1882 eine Dorfschule errichtet. Sie wurde 1968 geschlossen.
Die Gemeinde Berlar wurde zwischen 1858 und 1871 durch die Ausgliederung aus der Gemeinde Velmede neu gebildet. Am 1. April 1910 wurde sie nach Ramsbeck eingemeindet.

## Ortsstruktur und Einrichtungen
Auch heute noch gibt es mehrere landwirtschaftliche Betriebe am Ort. In geringem Umfang spielt auch der Fremdenverkehr eine Rolle. Es besteht das Mutter-Kind-Genesungsheim Vorsorge- und Rehabilitationseinrichtung St. Altfrid. Der Ort wird von Fachwerkbauten geprägt. Ein altes Backhaus steht unter Denkmalschutz.

## Sehenswürdigkeiten
Altarstein auf dem Bastenberg

## Persönlichkeiten
- Wilhelm Kathol (* 1. November 1854 in Berlar; † 24. April 1944 in Thalfang im Hunsrück) war ein deutscher Techniker und Chemiker.
- Wilhelm Kathol (* 5. Dezember 1878 in Berlar; † 11. Januar 1951 in Meschede) war Kreisbaumeister in Meschede.